# Référendum constitutionnel de 2018 aux Samoa américaines
Un référendum constitutionnel a lieu le 6 novembre 2018 aux Samoa américaines afin de supprimer le pouvoir de veto dont est doté le secrétaire à l'Intérieur des États-Unis pour le confier au gouverneur des Samoa.
L'amendement constitutionnel est rejeté par 69,57 % des votants.

## Contexte
Les Samoa américaines sont un territoire non incorporé et non organisé des États-Unis situé en Océanie. Le référendum porte sur le droit de veto que possède le Secrétaire à l'Intérieur des États-Unis. Celui-ci peut refuser d'approuver une loi votée par le parlement bicaméral. Ce parlement, dit Fono, est composé d'une chambre basse, la Chambre des représentants, et d'une chambre haute, le Sénat, sur le modèle américain. Le Fono a la possibilité de revoter le projet de loi, cette fois-ci à la majorité des deux tiers, afin de le renvoyer au secrétaire, mais ce dernier peut à nouveau le refuser.
L'amendement constitutionnel soumis au vote de la population propose de modifier l'article 9-3 du Chapitre II de la constitution afin de retirer au secrétaire son veto lorsque le parlement procède à ce deuxième vote aux deux tiers, et de le confier à la place au gouverneur.
En accord avec l'article 3 du Chapitre V de la constitution, le Fono à la possibilité d'amender la constitution si le projet est approuvé par une majorité des trois cinquièmes dans les deux chambres, puis validé par la population à la majorité absolue lors d'un référendum, sans quorum de participation,. 
Le 2 octobre 2017, le Sénat vote l'amendement par 14 voix pour et 1 contre. La Chambre des représentants l'approuve à son tour à l'unanimité le 11 avril 2018. Le gouverneur Lolo Matalasi Moliga, un défenseur de longue date du projet, le signe peu après. Le scrutin est organisé en même temps et pour la première fois sur le même bulletin de vote que les législatives et les élections des délégués à la Chambre des représentants des États-Unis,.
Une proposition identique a déjà fait l'objet de référendum en 2008, 2012 et 2014. La population l'avait alors rejetée respectivement par 50,46 %, 55,08 % et 73,81 % des voix.

## Résultat
| Choix                     | Votes  | %     |
| ------------------------- | ------ | ----- |
| Pour                      | 2 605  | 30,43 |
| Contre                    | 5 957  | 69,57 |
|                           |        |       |
| Votes valides             | 8 562  | 99,12 |
| Votes blancs et invalides | 76     | 0,88  |
| Total                     | 8 638  | 100   |
| Abstentions               | 6 904  | 44,42 |
| Inscrits/Participation    | 15 542 | 55,58 |

| Votes pour (30,43 %) |  |  | Votes contre (69,57 %) |
| ▲                    |  |  |                        |
| Majorité absolue     |  |  |                        |